# إدوين يوجين باغلي
إدوين يوجين باغلي (بالإنجليزية: Edwin Eugene Bagley)‏ هو مغني وملحن أمريكي، ولد في 29 مايو 1857، وتوفي في 1922.

## وصلات خارجية
- إدوين يوجين باغلي على موقع IMDb (الإنجليزية)
- إدوين يوجين باغلي على موقع ميوزك برينز (الإنجليزية)